# Secret Heart Beat
Secret Heart Beat (burmesisk: လျှို့ဝှက်ရင်ခုန်သံ) er en burmesisk film udgivet 6. december 2002.

## Medvirkende
- Aung Lwin as U Khant
- Dwe as Nyi Khit
- Yarza Ne Win as Thwe Thit
- Htet Htet Moe Oo as Lone May Khin

| Film | Spire Denne filmartikel er en spire som bør udbygges. Du er velkommen til at hjælpe Wikipedia ved at udvide den. |